# Всесвітній день молока

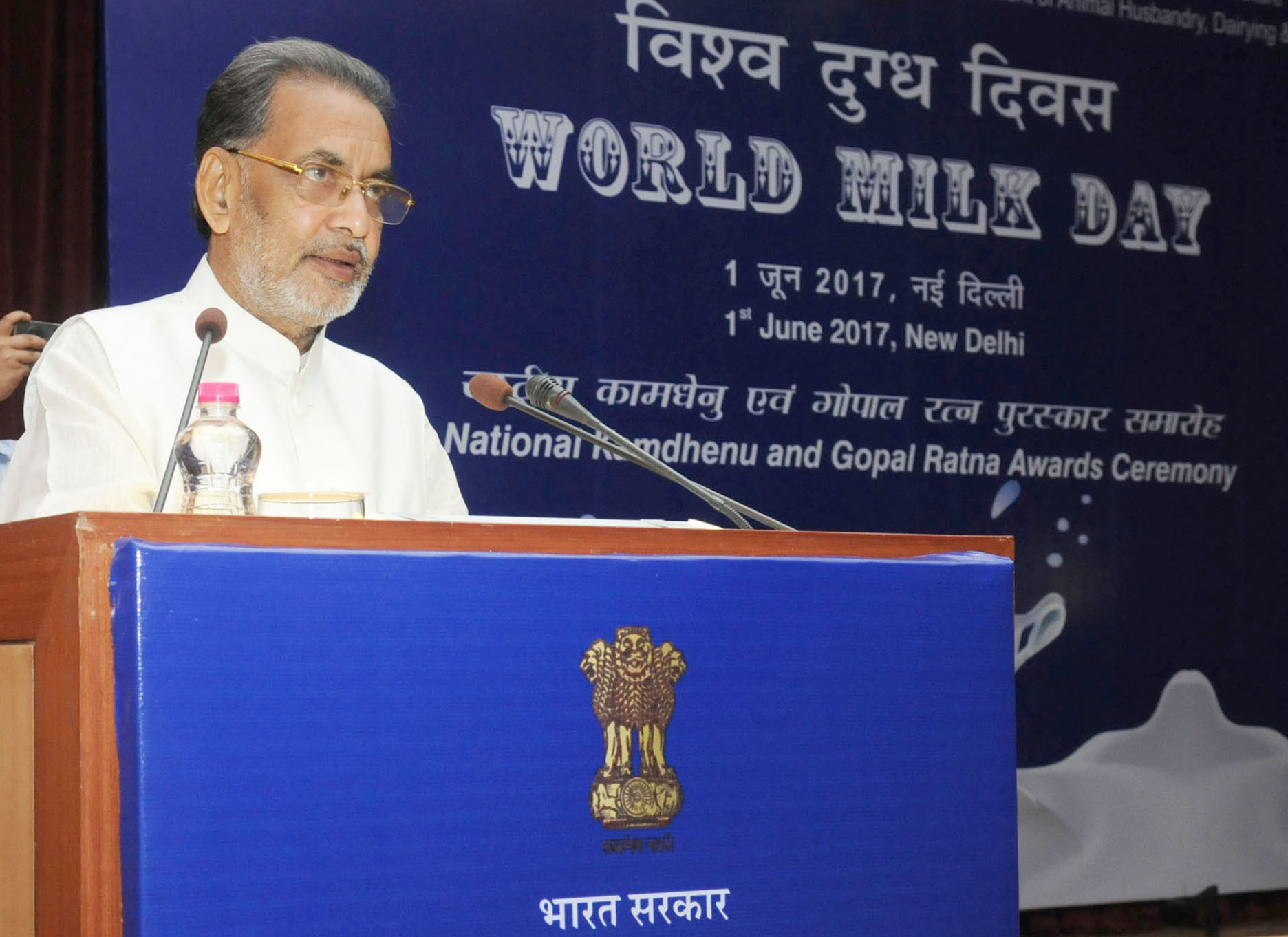
Святкування «Всесвітнього дня молока», організоване Департаментом тваринництва та рибальства в Нью-Делі 1 червня 2017 р.

Всесвітній день молока — це міжнародний день, встановлений Продовольчою та сільськогосподарською організацією (ФАО) ООН, щоб визнати важливість молока як всесвітньої їжі. Відзначається 1 червня кожного року з 2001 року. Цей день покликаний надати можливість привернути увагу до діяльності, яка пов'язана з молочним сектором.

## Історія
Всесвітній день молока вперше був призначений ФАО в 2001 році. Датою було обрано 1 червня, оскільки багато країн вже святкували день молока у той час року.
День дає змогу зосередити увагу на молоці та підвищити обізнаність щодо важливості молочних продуктів для здорового харчування, відповідального виробництва їжі та підтримки засобів до існування домогосподарств та громад. Це підтверджується даними ФАО, які показують, що молочний сектор підтримує більше одного мільярда домогосподарств, а молочні продукти споживають понад 6 мільярдів людей у всьому світі. Той факт, що багато країн вирішили зробити це в один день, надає додаткового значення окремим національним святам і свідчить про те, що молоко є світовим продуктом харчування.
Святкування Всесвітнього дня молока
Всесвітній день молока 2016 року
У 2016 році Всесвітній день молока відзначався у понад 40 країнах. Заходи включали марафони та сімейні пробіжки, демонстрації доїння та відвідування ферм, заходи в школі, концерти, конференції та семінари, змагання та цілий ряд заходів, присвячених пропаганді цінності молока та ілюструванню важливої ролі молочної галузі у національному масштабі. економіка.
Всесвітній день молока 2017 року
У 2017 році відбулося 588 подій у 80 країнах, які охопили 402 мільйони показів у соціальних мережах для #WorldMilkDay. Події включали дні відкритих дверей на молочних фермах, пожертвування молока школам, внески в продовольчі банки, фотоконкурси, спортивні змагання, ярмарки, танцювальні шоу, вечірки, конференції з харчування, дегустації, виставки, візки з їжею та молочні батончики.
Всесвітній день молока 2018 року
У 2018 році Всесвітній день молока відзначався 586 заходами в 72 країнах. Фермери, персонал, сім'ї, політики, кухарі, дієтологи, лікарі, науковці та спортсмени підняли свої склянки молока та поділились інформацією про користь молока та молочних продуктів у їхньому житті. #WorldMilkDay отримав 868 мільйонів показів (за період з 1 травня по 2 червня) завдяки понад 80 000 публікацій з 1 травня по 2 червня. Глобальна кампанія (включаючи #WorldMilkDay, #RaiseAGlass та 19 перекладів та місцеві хештеги) отримала понад 1,1 мільярда показів та 291 мільйон охоплення в соціальних мережах.
Святкування повторяться 1 червня 2019 року.
Всесвітній день молока 2019 року
У 2019 році Всесвітній день молока відзначався у понад 68 країнах світу. Темою Всесвітнього дня молока 2019 року було «Пити молоко: сьогодні та щодня». Як глобальна подія, було проведено понад 400 молочних акцій та заходів в усьому світі, де волонтери пояснювали людям важливість молока для загального здоров'я людини. Різноманітні рекламні заходи, що описують важливість молока як здорового та збалансованого харчування, були представлені Міжнародною федерацією молочних продуктів на своєму вебсайті в Інтернеті. Члени різних організацій охорони здоров'я взяли участь у святкуванні, щоб спільно поширювати повідомлення про важливість молока серед широкої громадськості за допомогою рекламних заходів протягом усього дня. Діяльність включала демонстрації доїння та відвідування ферм, ігри, змагання, конференції, обмін інформацією та багато іншого. Всі вони мали на меті поширення інформації про цінність молока та пояснення важливої ролі, яку відіграє молочний сектор у культурних аспектах громади, національній економіці та суспільстві.

## Контроверсії
У відповідь на цю подію в 2017 році було створено «Всесвітній день рослинного молока», який відбувається щороку 22 серпня Заперечення Всесвітнього дня молока спрямовані на вплив на довкілля, вплив на здоров'я та зловживання тваринами в молочній промисловості.
Рух просувається за допомогою хештегу #WorldPlantMilkDay.